# 秋田松次郎
秋田 松次郎（あきた まつじろう、1855年8月6日〈安政2年6月24日〉 - 没年不明）は、日本の運送業、回漕業及旅館兼委託物品問屋、柏長本店、山口県多額納税者。

## 経歴
山口県人・田中百助の兄。先々代長治郎の養子となり後家督を相続する。1874年以来回漕業に従事する。1892年来委託物品問屋を開始する。下関回漕業組合監査役に挙げられるが、病のため辞する。1917年、退隠する。

## 人物
山口県多額納税者であり、貴族院多額納税者議員選挙の互選資格を有する。日本赤十字社終身社員、武徳会員、水難救済会員である。住所は山口県下関市東南部町（現南部町）。

## 家族・親族
秋田家
- 妻・ツル（1860年 - ?）[3]
- 長女（寅之介の妻）[7]
- 養子・寅之介[7]（1875年 - 1953年、旧姓・秋富、秋田商会社長、衆議院議員、下関市会議長）

親戚
- 養子・寅之介の兄・秋富久太郎（秋田商会木材社長）[8]